# Euscorpius scaber
Espèce
Synonymes
- Euscorpius carpathicus scaber Birula, 1900

Euscorpius scaber est une espèce de scorpions de la famille des Euscorpiidae.

## Distribution
Cette espèce est endémique de Grèce. Elle se rencontre au Mont-Athos, en Chalcidique et à Thasos.

## Description
Les mâles décrits par Fet, Soleglad, Parmakelis, Kotsakiozi et Stathi en 2013 mesurent 27,95 mm et 29,10 mm et les femelles 25,80 mm et 26,20 mm.

## Systématique et taxinomie
Cette espèce a été décrite par Birula en 1900. Elle est placée en synonymie avec Euscorpius carpathicus par Kinzelbach en 1975.  Elle est relevée de sa synonymie et considérée comme sous-espèce d'Euscorpius carpathicus par Soleglad en 1976. Elle est élevée au rang d'espèce par Fet, Soleglad, Parmakelis, Kotsakiozi et Stathi en 2013.

## Publication originale
- Birula, 1900 : Scorpiones mediterranei Musei Zoologici mosquensis. Izvestiya Imperatorskogo Obshchestva Lyubitelei Prirody, Istorii, Antropologii i Etnografii, vol. 98, no 3, p. 8-20.